# Gephyromantis runewsweeki
A Gephyromantis runewsweeki   a kétéltűek (Amphibia) osztályába és  a békák (Anura) rendjébe aranybékafélék (Mantellidae) családjába tartozó faj. 

## Előfordulása
Madagaszkár endemikus faja. A sziget délkeleti részén, a Ranomafana Nemzeti Parkban, 1000–1350 m-es tengerszint feletti magasságban honos.

## Nevének eredete
Nevét köszönetképpen kapta a Newsweek magazin orosz nyelvű kiadásának a Biopat programon keresztül nyújtott pénzügyi támogatásáért.

## Megjelenése
Kis méretű  Gephyromantis faj. A hímek testhossza 23–24 mm. Morfológiailag hasonló a Gephyromantis blanci fajhoz. Háti oldalán nem túl határozott bőrredő húzódik. Színe változatos. Felső ajka mentén többé-kevésbé folytonos fehéres színű csík húzódik.

## Természetvédelmi helyzete
A vörös lista a sebezhető fajok között tartja nyilván. Egy védett területen, a Ranomafana Nemzeti Parkban fordul elő.